# Logan, Ohio
Logan là một thành phố thuộc quận Hocking, tiểu bang Ohio, Hoa Kỳ. Năm 2010, dân số của thành phố này là 7152 người.

## Dân số
- Dân số năm 2000: 6704 người.
- Dân số năm 2010: 7152 người.